# Wobegong queenslandský
Wobegong queenslandský (Orectolobus ornatus) je druh žraloka z čeledi wobegongovitých (Orectolobidae).

## Výskyt
Wobegong se vyskytuje pouze u pobřeží východní Austrálie. Žije v zátokách, na skalnatých a korálových útesech a v okolí pobřežních ostrovů, a to až do hloubky asi 100 metrů. Mezinárodní svaz ochrany přírody jej pokládá za málo dotčený druh.

## Popis
Wobegong je dlouhý okolo 2 až 2,5 m, ale objevit se mohou i větší exempláři. Tělo je ploché, ocas úzký. Hřbetní ploutve jsou trojúhelníkového tvaru, ocasní ploutev je kulatá. Wobegong vykazuje nenápadné zbarvení, svrchní partie jsou světlé, s tmavým sedlováním a různými skvrnkami.

## Způsob života
Wobegong většinu dne polehává na korálovém útesu. Díky maskovacímu vzoru může být téměř k nerozeznání od podkladu. Takto ukrytý číhá žralok na hlavonožce, krevety a menší ryby, jež tvoří nejdůležitější část potravy. Wobengogové nejsou agresivní, pokud však na ně šlápne potápěč, mohou se ohradit.
Jde o živorodý druh. Životní cyklus je tříletý, samice je přičemž březí 10 až 11 měsíců. Porody jsou většinou načasovány v období mezi zářím až říjnem. Počet mláďat činí 4 až 18, novorození žraloci dosahují velikosti okolo 20 cm.